# Podopterus guatemalensis
Podopterus guatemalensis är en slideväxtart som beskrevs av Sidney Fay Blake. Podopterus guatemalensis ingår i släktet Podopterus och familjen slideväxter. Inga underarter finns listade i Catalogue of Life.